# Шаг (скалы)
Скалы Шаг (англ. The Shag Rocks, исп. Rocas Cormorán; в переводе — «Баклановые скалы») — шесть небольших необитаемых островов, расположенных в море Скоша в Южной Атлантике.

## Принадлежность
Являются спорной территорией. Административно входят в состав британской заморской территории Южная Георгия и Южные Сандвичевы Острова (до 1985 года — Зависимые территории Фолклендских островов). Оспариваются Аргентиной, включившей архипелаг в состав своей провинции Огненная Земля, Антарктида и острова Южной Атлантики.

## География
Скалы Шаг находятся в 232 км к северо-западу от острова Южная Георгия, примерно в 1 тыс. км восточнее Фолклендских островов и в 1,2 тыс. км от Огненной Земли в Южной Америке. В 16 км на юго-восток от скал Шаг расположена одинокая скала Блэк. Последнюю иногда рассматривают как составную часть описываемого архипелага.
Скалы Шаг находятся на литосферной плите Скоша, имеют вулканическое происхождение и являются одними из надводных вершин подводного Южно-Антильского хребта, протянувшегося на 3,5 тыс. км петлёй от Огненной Земли через Южные Сандвичевы острова к Антарктиде. Общая площадь архипелага — менее 20 га (0,2 км²). Наивысшая точка — 75 м над уровнем моря. Подводная часть этих скал — примерно 320 м.

## Природа
Климат субантарктический, среднемесячная температура — от −1,3 °C в июле-августе до +5,3 °C в феврале. Абсолютный максимум температуры — около +15 °C. Осадков выпадает 1400—1500 мм в год равномерно в течение года, в основном в виде снега. Постоянны сильные ветра, преимущественно западные. Погода в основном пасмурная.
Значимой растительности нет. Животный мир представлен антарктическим синеглазым бакланом, буревестниковыми (родов Pachyptila и Halobaena) и странствующим альбатросом. В прибрежных водах много криля.

## История
Возможно, скалы Шаг были открыты в 1762 году испанцем Хосе де ла Льяной, плывшим из Лимы (Перу) в Кадис (Испания) и назвавшим их в честь своего корабля островами Авроры. Хотя он при этом указал приблизительно те же географические координаты, что и у скал Шаг, однако согласно ранним версиям островов было лишь три. Описания «островов Авроры», которые и в дальнейшем иногда встречались разным мореплавателям примерно в этом районе вплоть до 1856 года, мало походят на реальность, поэтому неясно, существовал ли тот архипелаг в действительности.
Так или иначе, скалы Шаг достоверно открыл Джеймс Шеффилд, который и дал им их нынешнее название. Острова были описаны в 1927 году членами экспедиции Межведомственного комитета Зависимых территорий Фолклендских островов (Discovery Committee) на корабле «Уильям Скорсби», организованной британским министерством по делам колоний.
Первую высадку на скалы Шаг осуществил в 1956 году на вертолёте аргентинский гляциолог Марио Джовинетто, собравший там коллекцию образцов горных пород.